# Gustavo Vasa

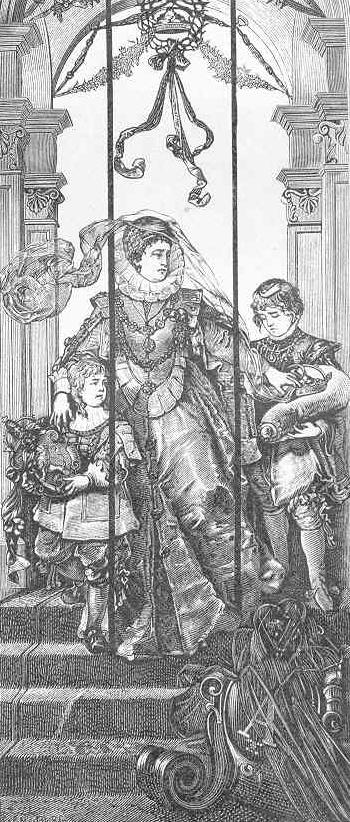
Karin Månsdotter accanto ai figli

Gustavo Vasa (Nyköping, 28 gennaio 1568 – Kašin, 22 febbraio 1607) è stato un principe svedese.

## Biografia
Era figlio primogenito di Erik XIV di Svezia e di Karin Månsdotter.
Quando nacque i suoi genitori non erano ancora sposati. La coppia si sposò morganaticamente nel 1567 e in modo ufficiale nel 1568, quando la sposa venne incoronata regina.
Con l'incoronazione di sua madre sia Gustavo che sua sorella minore Sigrid vennero legittimati e acquisirono lo status di principi reali.
I suoi genitori avrebbero avuto altri due figli morti però in tenera età:
- Enrico (1570-1574);
- Arnaldo (1572-1573).

Nel 1568 suo padre venne deposto e tutta la famiglia, compresi i bambini, vennero imprigionati. Nel 1573 venne trasferito con la madre nel castello di Turku in Finlandia. Nel 1575 riuscì ad essere liberato e per sfuggire al nuovo re Giovanni III di Svezia si rifugiò in Polonia, dove visse in estrema povertà. Qui divenne cattolico.
Ivan IV di Russia cercò di offrire appoggio al principe: il suo intento era di farsi un alleato per portare avanti le sue mire espansionistiche nel mar Baltico. Gustavo però non accettò, non volendo passare altri anni ancora in esilio.
Nell'agosto del 1599 giunse a Mosca per sposare Ksenia, figlia dello zar Boris Godunov. Qui chiamò accanto a sé la sua amante Brita Karth e i loro quattro figli, che mostrò in pubblico. Come risultato, lo zar ruppe il fidanzamento.
Ricevette il principato di Uglich dove visse fino all'avvento del regno del falso Dmitrij, il quale imprigionò a Jaroslavl' Gustavo per ordine di Sigismondo III di Svezia.
Dopo la morte del falso Dmitrij, il nuovo zar, Vassili IV di Russia, rilasciò Gustavo e lo mandò a vivere nella piccola città di Kashin, in Russia.
Morì a Kašin nel 1607 e lì venne sepolto.

## Ascendenza
|                                |   |                                   | Genitori                         |  |  | Nonni |  |  | Bisnonni            |  |  | Trisnonni                |  |
|                                |   |                                   |                                  |  |  |       |  |  | Erik Johansson Vasa |  |  | Johan Kristiernsson Vasa |  |
|                                |   |                                   |                                  |  |  |       |  |  | Erik Johansson Vasa |  |  | Johan Kristiernsson Vasa |  |
|                                |   | Birgitta Gustavsdotter Sture      |                                  |  |  |       |  |  | Erik Johansson Vasa |  |  |                          |  |
| Gustavo I di Svezia            |   |                                   |                                  |  |  |       |  |  | Erik Johansson Vasa |  |  |                          |  |
|                                |   | Cecilia Månsdotter Eka            | Måns Karlsson Eka                |  |  |       |  |  |                     |  |  |                          |  |
|                                |   | Cecilia Månsdotter Eka            | Måns Karlsson Eka                |  |  |       |  |  |                     |  |  |                          |  |
|                                |   | Cecilia Månsdotter Eka            | Sigrid Eskilsdotter Banér        |  |  |       |  |  |                     |  |  |                          |  |
| Erik XIV di Svezia             |   | Cecilia Månsdotter Eka            |                                  |  |  |       |  |  |                     |  |  |                          |  |
|                                |   | Magnus I di Sassonia-Lauenburg    | Giovanni V di Sassonia-Lauenburg |  |  |       |  |  |                     |  |  |                          |  |
|                                |   | Magnus I di Sassonia-Lauenburg    | Giovanni V di Sassonia-Lauenburg |  |  |       |  |  |                     |  |  |                          |  |
|                                |   | Magnus I di Sassonia-Lauenburg    | Dorotea di Hohenzollern          |  |  |       |  |  |                     |  |  |                          |  |
| Caterina di Sassonia-Lauenburg |   | Magnus I di Sassonia-Lauenburg    |                                  |  |  |       |  |  |                     |  |  |                          |  |
|                                |   | Caterina di Braunschweig-Lüneburg | Enrico IV di Brunswick-Lüneburg  |  |  |       |  |  |                     |  |  |                          |  |
|                                |   | Caterina di Braunschweig-Lüneburg | Enrico IV di Brunswick-Lüneburg  |  |  |       |  |  |                     |  |  |                          |  |
|                                |   | Caterina di Braunschweig-Lüneburg | Caterina di Pomerania-Wolgast    |  |  |       |  |  |                     |  |  |                          |  |
| Gustavo Vasa                   |   | Caterina di Braunschweig-Lüneburg |                                  |  |  |       |  |  |                     |  |  |                          |  |
|                                | … | …                                 |                                  |  |  |       |  |  |                     |  |  |                          |  |
|                                | … | …                                 |                                  |  |  |       |  |  |                     |  |  |                          |  |
|                                | … | …                                 |                                  |  |  |       |  |  |                     |  |  |                          |  |
| Måns                           | … |                                   |                                  |  |  |       |  |  |                     |  |  |                          |  |
|                                |   | …                                 | …                                |  |  |       |  |  |                     |  |  |                          |  |
|                                |   | …                                 | …                                |  |  |       |  |  |                     |  |  |                          |  |
|                                |   | …                                 | …                                |  |  |       |  |  |                     |  |  |                          |  |
| Karin Månsdotter               |   | …                                 |                                  |  |  |       |  |  |                     |  |  |                          |  |
|                                |   | …                                 | …                                |  |  |       |  |  |                     |  |  |                          |  |
|                                |   | …                                 | …                                |  |  |       |  |  |                     |  |  |                          |  |
|                                |   | …                                 | …                                |  |  |       |  |  |                     |  |  |                          |  |
| Ingrid                         |   | …                                 |                                  |  |  |       |  |  |                     |  |  |                          |  |
|                                |   | …                                 | …                                |  |  |       |  |  |                     |  |  |                          |  |
|                                |   | …                                 | …                                |  |  |       |  |  |                     |  |  |                          |  |
|                                |   | …                                 | …                                |  |  |       |  |  |                     |  |  |                          |  |
|                                |   | …                                 |                                  |  |  |       |  |  |                     |  |  |                          |  |